# José María Igartua Mendizábal
José María Igartua Mendizábal (nascut el 6 de març de 1950) és un exfutbolista basc. Va competir en el torneig masculí dels Jocs Olímpics d'estiu de 1968.

## Carrera
Igartua va sorgir del sistema juvenil de l'Athletic Club al costat de Javier Clemente, amb els dos jugadors establint-se al primer equip als 18 anys després de debutar a la Lliga en el mateix partit, contra l'Elx el setembre de 1968. Després d'haver marcat un gol espectacular i important a la Copa de les ciutats en Fires contra l'Eintracht Frankfurt, Igartua va iniciar la final de la Copa del Generalísimo de 1969, també contra l'Elx, amb una victòria per 1-0 a Madrid.
L'octubre de 1970 va patir una fractura de cama en un partit contra el Celta de Vigo que el va mantenir fora de joc durant set mesos, i quan va tornar, no va poder assolir els mateixos nivells de rendiment que abans de la lesió i ja no era un jugador titular a l'Athletic; es va perdre l'èxit final de la Copa del Generalísimo de 1973 després d'haver aparegut en rondes anteriors. Aleshores, la carrera de jugador de Clemente també s'havia acabat prematurament a causa d'una lesió.
El 1975 Igartua va optar per baixar a la segona categoria amb el Celta (dirigit per l'antic porter de l'Athletic Carmelo Cedrun i assistit per Pedrito, el responsable de la fractura de cama cinc anys abans), ajudant els gallecs a obtenir l'ascens en la seva primera temporada, tot i que van baixar a la segona. Va tornar a seguir endavant, tornant al seu País Basc natal amb el Deportivo Alavés, on va participar regularment durant quatre campanyes a Segona Divisió abans de veure's obligat a retirar-se amb 31 anys a causa d'una espondilitis.
Va continuar vinculat a l'esport malgrat els seus problemes físics, tornant a la pilota basca en la qual havia estat molt implicat en la seva adolescència abans de centrar-se en el futbol. Als Campionats del Món de Pilota Basca de 1986, va guanyar una medalla de bronze en la variant del joc Paleta cuir (bat de fusta i pilota de cuir).